# Schistomeringos paraloveni
Schistomeringos paraloveni är en ringmaskart som beskrevs av Hartmann-Schröder 1985. Schistomeringos paraloveni ingår i släktet Schistomeringos och familjen Dorvilleidae. Inga underarter finns listade i Catalogue of Life.